# Erythrolamprus ingeri
Espèce
Synonymes
- Liophis ingeri Roze, 1958

Erythrolamprus ingeri  est une espèce de serpents de la famille des Dipsadidae.

## Répartition
Cette espèce est endémique de l'État de Bolívar au Venezuela. Elle a été découverte sur le tepuy Chimantá à 1 900 m d'altitude.  

## Étymologie
Cette espèce est nommée en l'honneur de Robert Frederick Inger.

## Publication originale
- Roze, 1958 : Los reptiles del Chimantá Tepui (Estado Bolívar, Venezuela) colectados por la expedición botánica del Chicago Natural History Museum. Acta biologica venezuelica, vol. 2, n. 25, p. 299-314.